# Selección femenina de baloncesto sub-16 de Yugoslavia
La selección femenina de baloncesto sub-16 de Yugoslavia (en serbocroata: Ženska košarkaška reprezentacija Jugoslavije U16) fue el equipo de baloncesto femenino, administrado por la Federación de Baloncesto de Yugoslavia, que representó a RFS Yugoslavia en las competiciones internacionales de baloncesto femenino sub-16 consistió principalmente en el Campeonato de Europa de Cadetes, hoy conocido como Campeonato Europeo de Baloncesto Femenino Sub-16.
Después de la disolución de Yugoslavia en 1991, los países sucesores crearon sus propios equipos nacionales sub-16.

## Participación

### Campeonato Europeo de Baloncesto Femenino Sub-16
| Año   | Pos.              | PJ | G  | P  | Ref.  |
| ----- | ----------------- | -- | -- | -- | ----- |
| 1976  | 7°                | 6  | 5  | 1  | [ 1 ] |
| 1978  | 6°                | 8  | 5  | 3  | [ 2 ] |
| 1980  | 7°                | 8  | 5  | 3  | [ 3 ] |
| 1982  | Medalla de plata  | 7  | 6  | 1  | [ 4 ] |
| 1984  | 7°                | 7  | 4  | 3  | [ 5 ] |
| 1985  | Medalla de bronce | 7  | 6  | 1  | [ 6 ] |
| 1987  | Medalla de bronce | 7  | 4  | 3  | [ 7 ] |
| 1989  | 7°                | 7  | 4  | 3  | [ 8 ] |
| 1991  | Medalla de plata  | 7  | 6  | 1  | [ 9 ] |
| Total | 9/9               | 64 | 45 | 19 |       |

## Premios individuales
Máximo goleador
- Zagorka Počeković - 1982
- Danira Nakić - 1985
- Žana Lelas - 1987
- Vedrana Grgin - 1991

## Entrenadores
| Años | Entrenador        | Entrenador asistente |
| ---- | ----------------- | -------------------- |
| 1976 | Bogo Debevc       |                      |
| 1978 | Borislav Ćorković |                      |
| 1980 | Branko Milačić    |                      |
| 1982 | Milan Vasojević   |                      |
| 1984 | Mihajlo Vuković   |                      |
| 1985 | Milan Vasojević   |                      |
| 1987 | Miodrag Vesković  | Zoran Kovačić        |
| 1989 | Milan Vasojević   |                      |
| 1991 | Sulejman Begovac  |                      |

## Nuevos equipos nacionales
Después de la disolución de Yugoslavia en 1991, se crearon cinco nuevos países: Bosnia y Herzegovina, Croacia, Macedonia del Norte, RF Yugoslavia (en 2003, rebautizada como Serbia y Montenegro) y Eslovenia. En 2006, Montenegro se convirtió en una nación independiente y Serbia se convirtió en el sucesor legal de Serbia y Montenegro. En 2008, Kosovo declaró su independencia de Serbia y se convirtió en miembro de FIBA en 2015.
Aquí hay una lista de equipos nacionales masculinos sub-16 en el área de RFS de Yugoslavia:
- Bosnia y Herzegovina (1992-)
- Croacia (1992-)
- Macedonia del Norte (1993-)
- Serbia y Montenegro (1992-2006)
  -  Montenegro (2006-)
  -  Serbia (2006-)
    -  Kosovo (2015-)
- Eslovenia (1992-)